# Трио имени Грига
Трио имени Грига (норв. Grieg Trio) — норвежское фортепианное трио, основанное в 1987 году.
Участники трио совместно изучали мастерство камерного ансамбля в Будапештской академии музыки у Андраша Михая, а затем прошли ряд мастер-классов (в частности, у Норберта Брайнина). В 1989 г. трио добилось первого значительного международного успеха, завоевав первую премию на Фестивале камерной музыки в Кольмаре и удостоившись лестной оценки председателя жюри Тибора Варги. Британские гастроли 1991—1992 гг., тур по США и Японии в 1993 г., участие в широкомасштабной программе презентации норвежской музыкальной культуры в рамках подготовки к Зимним Олимпийским играм 1994 года в Лиллехаммере сделали ансамбль заметным явлением на мировой музыкальной сцене. Среди последующих наград трио — Премия имени Грига (1997) и премия Spellemann за лучшую запись года в номинации «классическая музыка» (2004, за альбом со всеми фортепианными трио Антонина Дворжака).
Среди программ трио выделяется многолетний проект «Бетховен плюс», практикуемый в разных городах мира начиная с 2003 года: в цикле из четырёх концертов исполняются все фортепианные трио Людвига ван Бетховена плюс по одному произведению современного композитора на каждый концерт.
С 2004 г. Трио имени Грига является коллегиальным художественным руководителем Фестиваля камерной музыки в Ставангере.

## Состав
- Сёльве Сигерланн (скрипка)
- Эллен Маргрете Флешё (виолончель)
- Вебьёрн Анвик (фортепиано)